# Moeng
Moeng – wieś w Botswanie w dystrykcie Central. Według spisu ludności z 2011 roku wieś liczyła 11 mieszkańców.